# Jüdischer Friedhof (Luncani)

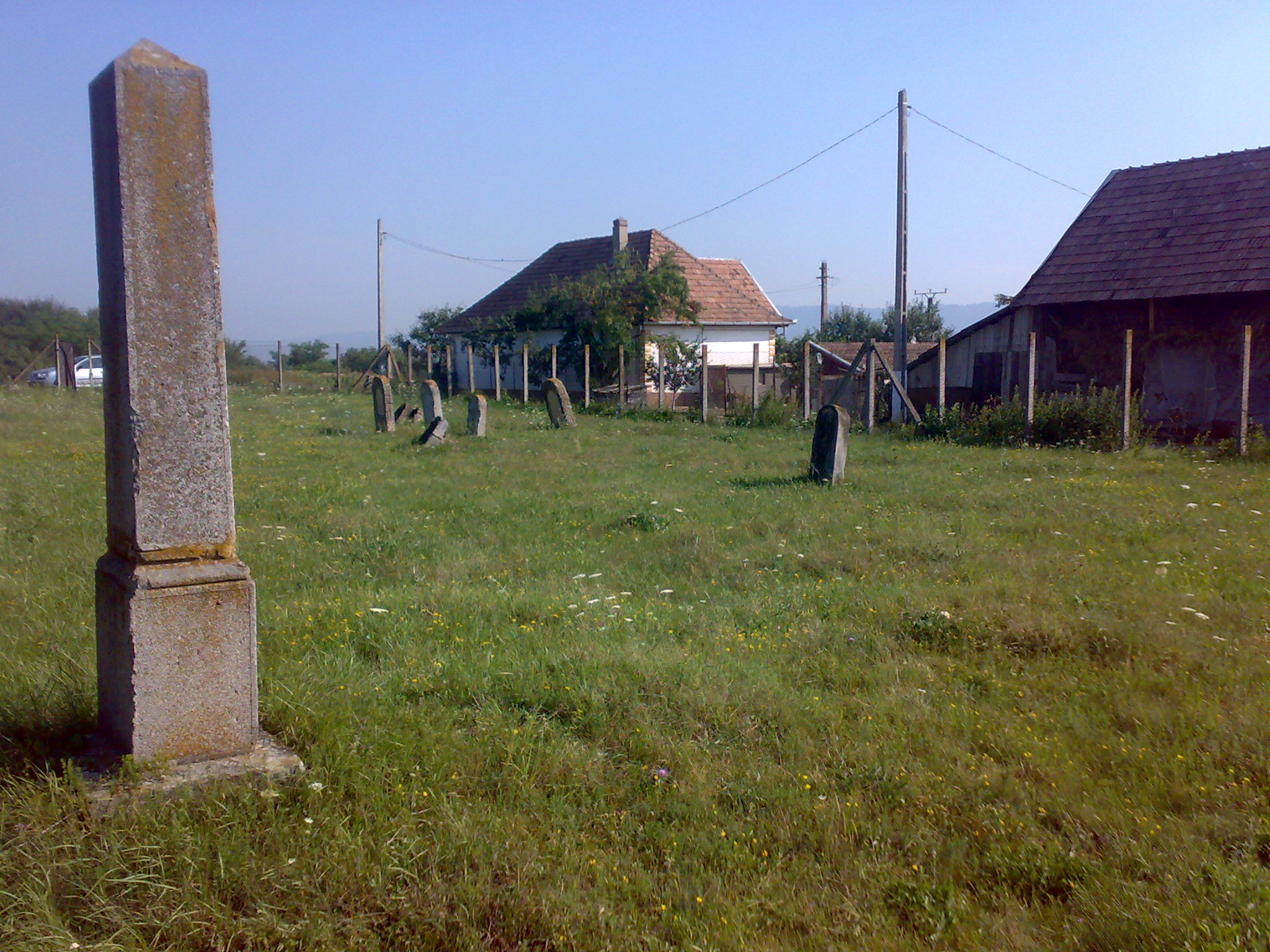
Jüdischer Friedhof in Luncani

Der Jüdische Friedhof Luncani ist ein jüdischer Friedhof in Luncani, einem Dorf im Kreis Cluj in Siebenbürgen in Rumänien.
Der Friedhof wurde im 19. Jahrhundert angelegt. Er wurde von anderen jüdischen Gemeinden bis zu einer Entfernung von fünf Kilometern mitbenutzt. Zehn Grabsteine sind an ihren ursprünglichen Plätzen vorhanden. Das Alter des ältesten Grabsteins ist nicht bekannt.